# Boniswil
Boniswil est une commune suisse du canton d'Argovie, située dans le district de Lenzbourg.

## Histoire

Vue aérienne (1962)

Boniswil est d'abord mentionné autour de 1217-1222 sous la forme « Bonoltswile ». Le village a été gouverné par les comtes de Lenzbourg, puis les comtes de Kybourg, puis les Habsbourg et enfin, en 1415, la ville de Berne. Les droits à la basse justice étaient détenus par les Habsbourg vassaux, les seigneurs de Rinach au XIIIe siècle. Ces droits, à leur tour, sont venus en 1486 à la possession des seigneurs de Hallwyl et transmis en 1616 à Berne. Puis par l'abbaye d'Einsiedeln, loyer perçu sur environ trois cinquièmes des terres dans le village.
Il faisait partie de la paroisse de Seengen jusqu'en 1842 quand il a rejoint la paroisse de Leutwil.
Au XVIIIe siècle, les principales sources économiques dans le village étaient l'industrie du coton avec la maison filage et le tissage et l'agriculture. Au XIXe siècle, le coton a été remplacé par l'industrie de la paille. La construction de la ligne de train de la Seetalbahn en 1883 a apporté la reprise économique et de nouvelles industries (tabac, boîte usines). La municipalité se compose du village de Boniswil et des hameaux de Alliswil, qui est devenu une partie de Boniswil en 1898.
Depuis 1950, un certain nombre de nouveaux bâtiments ont été ajoutés à la municipalité. En 1990, seulement 6 % des emplois locaux étaient dans le secteur agricole, tandis qu'environ 53 % étaient dans les services. 73 % de la population se déplace en dehors de la commune pour le travail.

## Géographie
Boniswil est situé dans la vallée du Seetal, sur les rives du lac de Hallwil.
Il a une superficie, à partir de 2009, de 2,41 kilomètres carrés. Sur cette superficie, 1,38 km2 ou 57,3 % est utilisé à des fins agricoles, tandis que 0,19 km2, soit 7,9 % sont boisés. Du reste de la terre, 0,48 km2 ou 19,9 % sont installés (les bâtiments ou les routes), soit 0,4 % est soit les rivières ou les lacs et 0,29 km2 ou 12,0 % est terres improductives.
De la région accumulée, le logement et les bâtiments ont augmenté de 15,4 % et l'infrastructure de transport a inventé 4,1 %. Sur les terres boisées, 6,6 % de la superficie totale des terres est fortement boisées et 1,2 % est couverte de vergers ou de petits groupes d'arbres. De la terre agricole, 28,2 % est utilisé pour les cultures et 21,2 % est des pâturages, tandis que 7,9 % est utilisé pour les vergers ou les cultures de la vigne. Toute l'eau dans la municipalité est dans les fleuves et les ruisseaux.

## Démographie
Boniswil a une population (à partir de décembre 2013 ) de 1409 [2] Comme juin 2009, 14,3 % de la population sont des ressortissants étrangers. [6] Au cours des 10 dernières années (1997-2007) la population a changé à un taux de 7,6 %. La plupart de la population (à partir de 2000 ) parle allemand (92,0 %), avec l'italien étant deuxième plus fréquente (1,7 %) et l'albanais étant troisième (1,4 %) .
La répartition par âge, à partir de 2008, dans Boniswil est; 136 enfants ou 9,7 % de la population se situent entre 0 et 9 ans et 191 adolescents ou 13,6 % sont entre 10 et 19. De la population adulte, 156 personnes ou 11,1 % de la population sont âgés de 20 et 29 ans. 175 personnes ou 12,4 % sont entre 30 et 39, 246 personnes ou 17,5 % ont entre 40 et 49 ans, et 231 personnes ou 16,4 % sont entre 50 et 59. La répartition de la population âgée est de 143 personnes ou 10,1 % de la population sont entre 60 et 69 ans, 92 personnes ou 6,5 % sont entre 70 et 79, il y a 31 personnes ou 2,2 % qui ont entre 80 et 89, et il y a huit personnes ou 0,6 % qui sont de 90 ans et plus. 
À partir de 2000 le nombre moyen de personnes par salon était de 0,54 qui est à peu près égale à la moyenne cantonale de 0,57 par chambre. Dans ce cas, une chambre est définie comme l'espace d'une unité d'habitation d'au moins 4 m2 (43 pieds carrés) comme chambres à coucher, salles à manger, salons, cuisines et caves habitables et les greniers.  A propos de 65,7 % du nombre total de ménages ont été occupés par le propriétaire, ou en d'autres termes ne ont pas payer le loyer (si elles peuvent avoir unehypothèque ou d'une location-propre accord). 
À partir de 2000, il y avait 25 maisons avec une ou deux personnes dans le ménage, 220 maisons avec 3 ou 4 personnes dans le ménage, et 262 maisons avec cinq ou plusieurs personnes dans le ménage.  En 2000, il y avait 520 ménages privés (maisons et appartements) dans la municipalité, et une moyenne de 2,5 personnes par ménage. En 2008, il y avait 338 maisons unifamiliales (ou 58,0 % du total) sur un total de 583 maisons et appartements. Il y avait un total de deux appartements vides pour un taux de vacance de 0,3 % . En 2007, le taux de nouvelles unités de logement de la construction était de 4,4 nouvelles unités pour 1000 habitants . 
Dans le 2007 élection fédérale le parti le plus populaire était le SVP qui a reçu 43,5 % des voix. Les trois partis suivants les plus populaires étaient le SP (16,4 %), le FDP (16,3 %) et le Parti vert (7,9 %).
La population suisse entière est généralement bien instruite. Dans Boniswil environ 79 % de la population (entre 25 et 64 ans) ont terminé soit non obligatoire l'enseignement secondaire supérieur ou d'enseignement supérieur supplémentaire (l'université ou un Fachhochschule ). [7] De la population d'âge scolaire (dans le 2008/2009 année scolaire ), il y a 94 élèves qui fréquentent l'école primaire dans la municipalité.

## Économie
À partir de 2007, Boniswil avait un taux de 1,08 % de chômage. À partir de 2005, il y avait 14 personnes employées dans le secteur économique primaire et environ 8 entreprises impliquées dans ce secteur. 122 personnes sont employées dans le secteur secondaire et il y a 21 entreprises dans ce secteur. 123 personnes sont employées dans le secteur tertiaire, avec 42 entreprises dans ce secteur. 
En 2000, il y avait 690 travailleurs qui vivaient dans la municipalité. Parmi ceux-ci, 552 ou environ 80,0 % des résidents travaillaient à l'extérieur tout en Boniswil 128 personnes se déplaçaient dans la municipalité pour le travail. Il y avait un total de 266 emplois (d'au moins six heures par semaine) dans la municipalité. De la population active, 10,4 % ont utilisé les transports en commun pour aller au travail, et 61,5 % ont utilisé une voiture privée. 

## Religion
Du recensement de 2000, 301 ou 22,9 % étaient catholiques, alors que 798 ou 60,6 % appartenaient à l'église Réformée suisse.